# Crèmerie

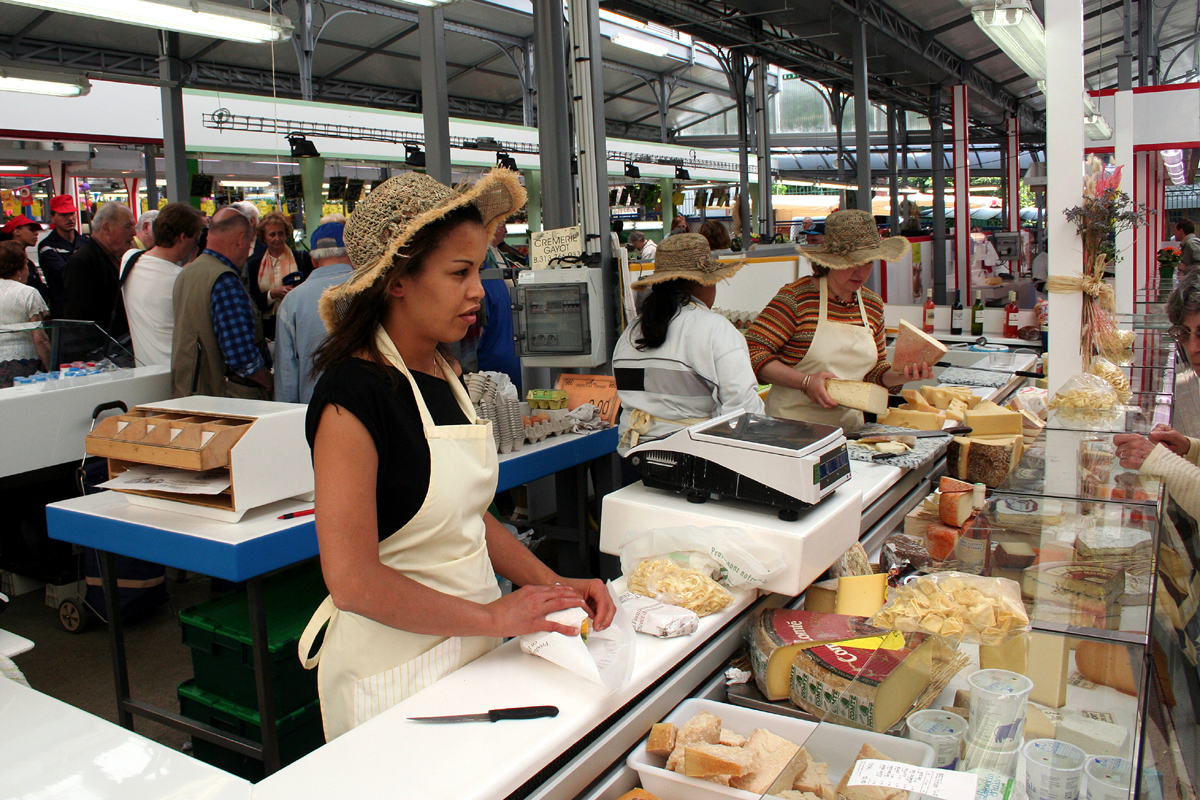
Crèmerie à Cormeilles-en-Parisis.

Une crèmerie (ou crémerie) est, à l'origine, le local où on laisse le lait crémer. La crèmerie désigne ensuite un établissement où le crémier vend du lait, de la crème, du fromage et souvent des œufs, d'où l'acronyme BOF pour « beurre, œuf, fromage ».

## Crèmeries historiques
Crémerie de Paris
En 1869 a ouvert à Paris la Crémerie de Paris qui fut une des anciennes crémeries des halles de Paris. Une partie du bâtiment datait déjà de 1370/1640 et occupait auparavant la résidence de Nicolas IV de Villeroy, de son petit-fils Nicolas V de Villeroy puis de la Poste de Louis XIV (1671 à 1738), une autre le Pavillon des Drapiers (Pavillon de la Mode) (1648 à 1867). Alors que la première partie date du XIVe/XVIIe siècle, la deuxième a été construite en même temps que les halles de Baltard sous le regard de l'impératice, Eugénie de Montijo. En 1923, la crèmerie de détail a été transformée en crèmerie en gros sous le nom « Emmental SA ». La crèmerie a fermé en 1970 avec le départ du marché des Halles vers Rungis. La Crémerie de Paris se trouvait face aux Pavillon N°10 des Pavillons Baltard réservé aux beurres, œufs et fromages.

La longue histoire du lieu et un escalier avec un chiffre 5 forgé dans la rambarde d'un escalier connecté à la Crémerie de Paris fascinait la styliste Coco Chanel et son amie Aimée de Heeren. 

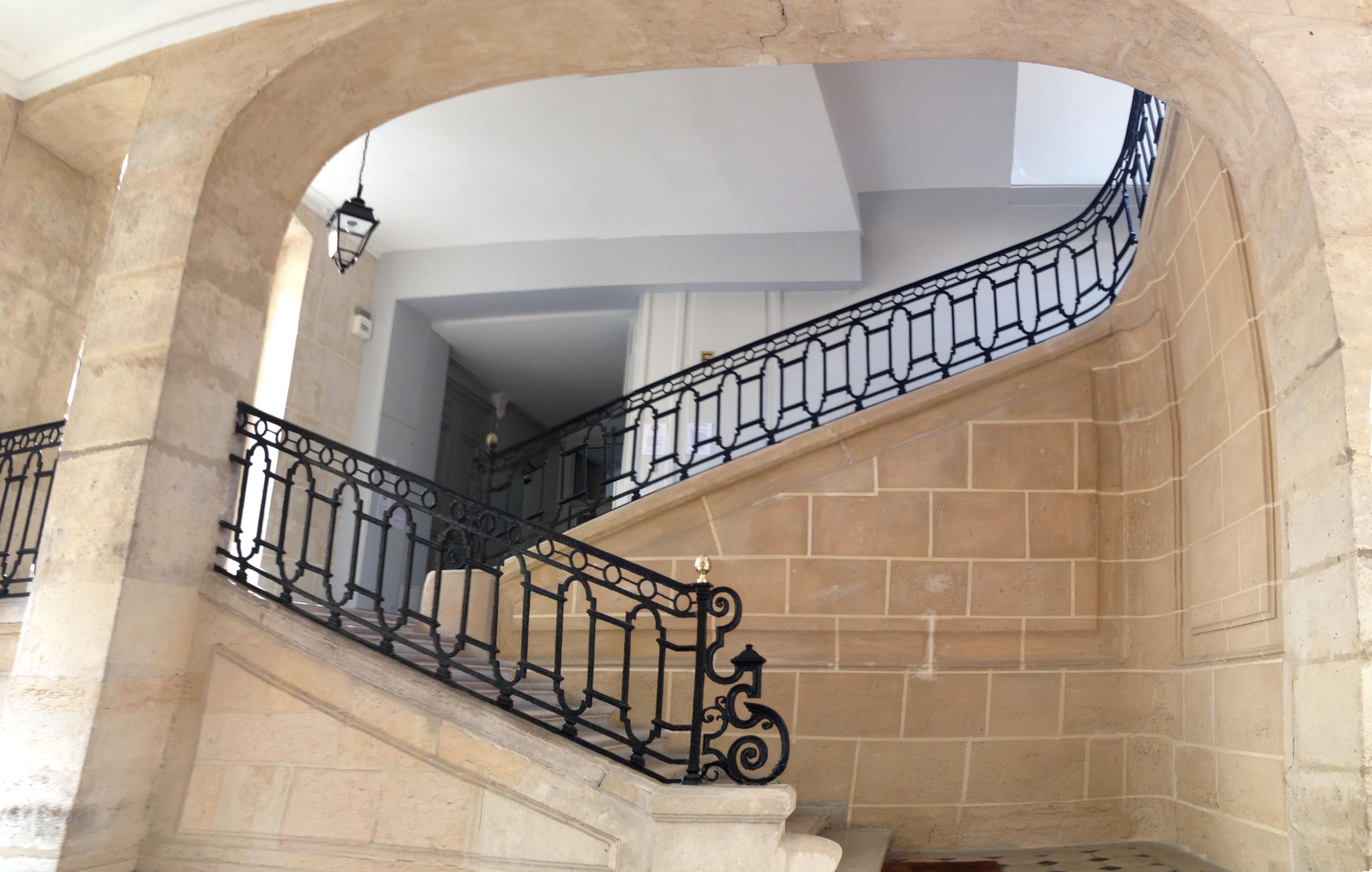
Les escaliers d'honneur de l'hôtel de Villeroy.

Chanel connaissait la Crémerie de Paris par Dmitri Romanov qui avait des liens avec les histoires du lieu transmises par Eugénie de Montijo à travers sa tante Alix Hesse. Alix avait grandi dans l'entourage d'Eugénie exilé à Londres après la chute du Second Empire.
Avec l'aide d'un petit bijou laissé par Coco Chanel, 
la Crémerie fermée depuis des années a ouvert à nouveau en 1993 
comme si la styliste, déjà morte depuis 22 ans, avait décidé qu'il fallait continuer l'histoire. 
D'abord Cybercafé au moment de la naissance d'Internet 
puis depuis 2011 centre d'exposition en gardant l'enseigne « Crémerie de Paris ». 
Milchladen Dresde

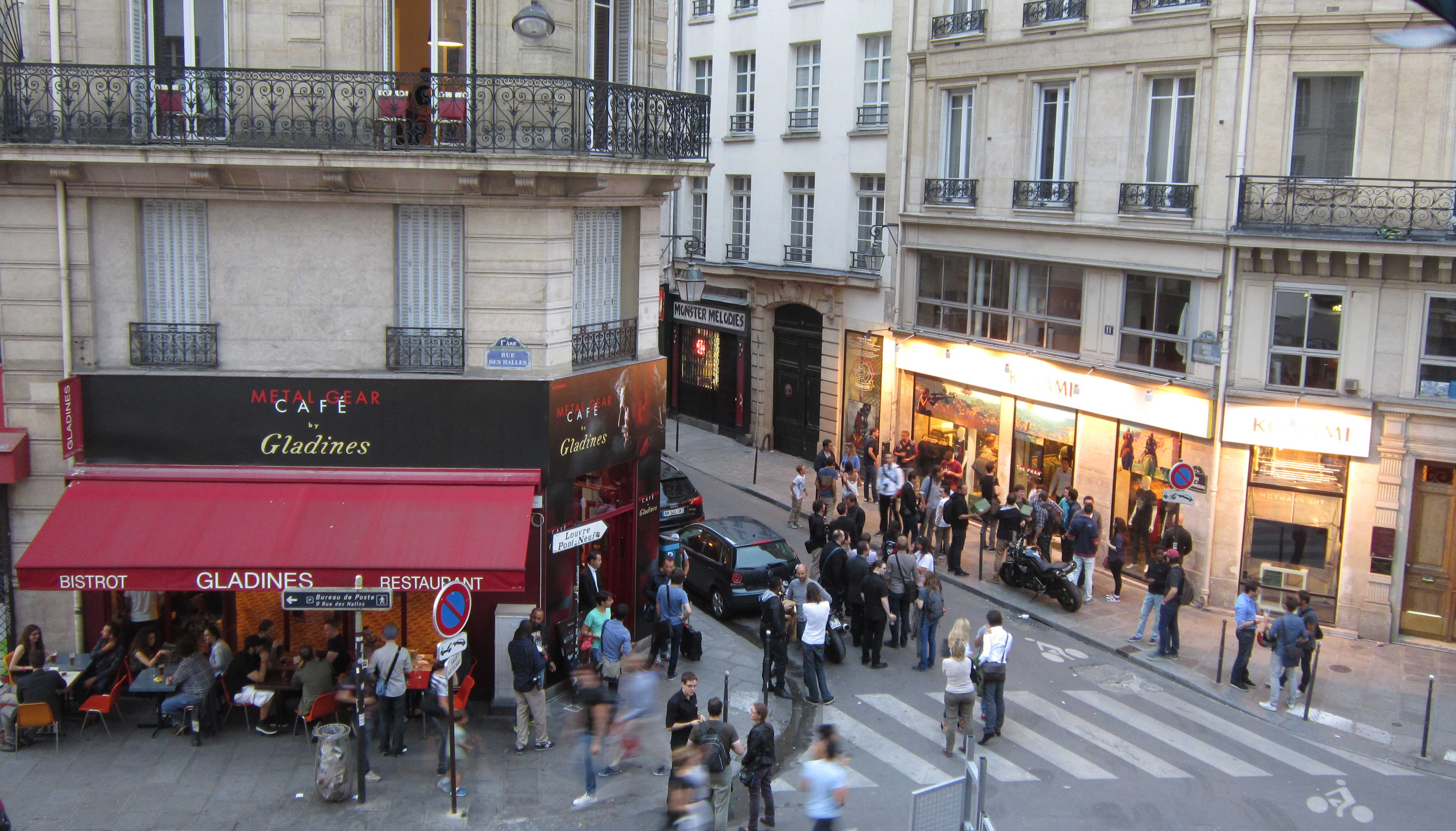
Crèmerie de Paris à, 11 Rue des Déchargeurs angle 15 Rue des Halles (Paris) décoré pour la lancement d'un jeux vidéo japonais.

En 1880 a ouvert à Dresde en Allemagne une crèmerie (Milchladen) qui, d'après le Livre Guinness des Records est la plus belle crémerie du monde. Le magasin est entièrement décoré en carrelages peints à la main représentant des anges et des motifs Art déco. Le magasin a survécu aux bombardements de la Seconde Guerre mondiale ; il a été nationalisé en 1972 puis fermé en 1978 par les autorités est-allemandes. La crémerie a rouvert en 1990 et vend toujours des produits laitiers. Un restaurant a été ajouté. Un deuxième Milchladen existe à Mettlach, également en Allemagne tout proche de la frontière française.

## Crèmerie-restaurant
À Paris, dans la seconde moitié du XIXe siècle, certaines crèmeries deviennent des restaurants bon marché, fréquentés par une clientèle populaire et laborieuse, où les ouvrières et les étudiantes sont nombreuses. Outre des laitages et des fromages, ces crèmeries proposent du riz, des œufs, des bouillons, puis également des viandes plus ou moins soigneusement préparées. Lorsqu'on est lassé de manger tous les jours la même chose dans sa crèmerie habituelle, on va dans une autre, on « change de crèmerie ».

## Crèmeries parisiennes de 1860
« Depuis quelques années on a désigné sous le nom de crémeries certains établissements tenant le milieu entre le restaurant et le café, et où l'on vend de tout excepté de la crème, espèce de gargote d'un aspect particulier, où le riz au lait, le café à la crème (!), le chocolat, la côtelette et les œufs sur le plat règnent à peu près souverainement. L'étalage d'une crémerie est des plus simples. Il se compose invariablement d'une jatte de riz, d'une demi-douzaine de côtelettes de fantaisie, de pruneaux douteux, noyés dans du cirage, d'une boite de sardines vide et de mouches. On y ajoute, mais dans les grands quartiers seulement, une bouteille de trois-six sous le nom prestigieux de vieux cognac, avec des tasses à café et du sucre en morceaux. Dans le vieux style, on appelait laiterie la boutique où l'on vend du lait. Un fruitier ambitieux a changé tout cela. De sa fruiterie-laiterie il a fait une crémerie dans laquelle on consomme, il est vrai, du lait, mais où le lait n'est après tout qu'un prétexte. Il est même telle crémerie où se débite toute espèce de choses alcoolisées ou frelatées, excepté du lait. Bref, la crémerie, établissement tout moderne, en se généralisant dans Paris, s'est élevée à la hauteur du restaurant, avec lequel elle rivalise en beaucoup d'endroits. Du bol de café à la crème on est passé à l'omelette et aux œufs sur le plat ; des œufs sur le plat, à la côtelette et au bifteck. Les crémeries se sont propagées à ce point, qu'il y en aura bientôt plus que de consommateurs, surtout dans les parages où campe la tribu peu sauvage des Musettes et des Cascadettes…
Les plus intéressantes à observer sont, à coup sûr, celles du quartier Latin, où les habitués des deux sexes vivent souvent en permanence. Au quartier Latin, la crémerie est la providence de l'étudiante en disponibilité. Les consommateurs de la rive gauche ont, aux alentours de l'Odéon, une physionomie qui leur appartient en propre, et là, sous le rapport de l'originalité, le côté des hommes n'a rien à envier au côté des femmes…
Les crémeries des rues du Four-Saint-Germain et de Buci ne sont guère fréquentées que par des ouvrières des alentours, qui viennent y faire leur apprentissage d'étudiantes. De là à l'École de médecine ou à l'École de droit, il n'y a qu'un pas ; ensuite il n'en faut plus qu'un autre pour gagner la Closerie des Lilas. Les crémeries à étudiantes sont celles du quartier de l'Odéon et de l'École de médecine, de la rue Monsieur-le-Prince, de la rue des Grès et de la rue des Cordiers. Il y avait aussi vers 1855, rue Saint-André-des-Arts, la crémerie du Paradoxe, où a déjeuné toute la bohème littéraire de Paris. »

— Pierre Larousse, « Crémerie » dans Grand dictionnaire universel du XIXe siècle, tome cinquième, 1869.